# Adama Cissé
Adama Cissé (ur. 21 marca 1967) – senegalski piłkarz grający na pozycji pomocnika. W swojej karierze rozegrał 13 meczów w reprezentacji Senegalu.

## Kariera klubowa
W swojej karierze piłkarskiej Cissé grał w klubie ASC Diaraf.

## Kariera reprezentacyjna
W reprezentacji Senegalu Cissé zadebiutował 16 lipca 1989 w zremisowanym 0:0 meczu kwalifikacji do Pucharu Narodów Afryki 1990 z Tunezją, rozegranym w Tunisie. W 1990 roku został powołany do kadry na Puchar Narodów Afryki 1990. Wystąpił na nim w czterech meczach: grupowych z Kenią (0:0), z Kamerunem (2:0) i z Zambią (0:0) oraz w półfinale z Algierią (1:2). Z Senegalem zajął 4. miejsce w tym turnieju.
W 1992 roku Cissé powołano do kadry na Puchar Narodów Afryki 1992. Na tym turnieju zagrał w jednym spotkaniu, wygranym 3:0 z Kenią. Od 1989 do 1995 roku wystąpił w kadrze narodowej 13 razy.